# ارثيل (تشيشير)
ارثيل (بالإنجليزية: Arthill)‏ هي قرية تقع في المملكة المتحدة في شمال غرب إنجلترا.